# Robin Barnett
Robin Barnett (ur. w 1958) – prawnik, brytyjski dyplomata, były ambasador Wielkiej Brytanii w Polsce, ambasador Wielkiej Brytanii w Irlandii

## Życiorys
Robin Barnett urodził się w 1958. Ukończył prawo na Uniwersytecie w Birmingham. W 1980 został zatrudniony w brytyjskim Ministerstwie Spraw Zagranicznych. Na swoją pierwszą placówkę wyjechał w 1982 do Polski. W brytyjskiej ambasadzie pełnił wówczas funkcję, najpierw 3. a następnie 2. Sekretarza. W Polsce przebywał wówczas do 1985. W latach 1990–1995 był 1. Sekretarzem w placówkach dyplomatycznych Wielkiej Brytanii w Wiedniu i Nowym Jorku. W 1998 ponownie wrócił do Polski jako zastępca ambasadora. W latach 2006–2010 był ambasadorem Wielkiej Brytanii w Rumunii. Od 4 lipca 2011 jest ambasadorem Wielkiej Brytanii w Polsce. 19 sierpnia 2011 złożył listy uwierzytelniające na ręce prezydenta Bronisława Komorowskiego.